# 苻宗
苻宗（?—?），氐族人，略阳郡临渭县（甘肃秦安县陇城镇）人，前秦太宗苻登的儿子。
394年，苻登送苻宗到西秦国君河南王乞伏归那里作为人质，请求西秦救助，加封乞伏乾归为梁王，把妹妹嫁给乞伏乾归为梁王后。乞伏乾归派前军将军乞伏益州等人统一万骑兵前去解救。七月，后秦皇帝姚兴从安定到泾阳马毛山南与苻登激战。姚兴俘杀苻登，把苻登的妻子李皇后赏给姚晃。乞伏益州等听说后，于是回军。前秦太子苻崇跑到湟中，继承了帝位，改元为延初，追谥苻登为高皇帝，庙号太宗。